# Hickling (Norfolk)
Hickling – wieś w Anglii, w hrabstwie Norfolk, w dystrykcie North Norfolk. Leży 24 km na północny wschód od Norwich i 182 km na północny wschód od Londynu.
W 2001 miejscowość liczyła 906 mieszkańców.
Położona jest w sąsiedztwie obszaru chronionej przyrody The Broads.